# آرشي غريفين
آرشي غريفين (بالإنجليزية: Archie Griffin) هو لاعب كرة قدم أمريكية أمريكي، ولد في 21 أغسطس 1954 في كولومبوس في الولايات المتحدة.

## وصلات خارجية
- آرشي غريفين على موقع مرجع كرة القدم المحترفة.كوم (الإنجليزية)
- آرشي غريفين على موقع كلية كرة القدم في سبورتس رفرنس.كوم (الإنجليزية)
- آرشي غريفين على موقع الموسوعة البريطانية (الإنجليزية)
- آرشي غريفين على موقع إن إن دي بي (الإنجليزية)